# غيطشة
غيطشة (بالإسبانية: Witiza) (687م - 710م) ملك هسبانيا، كان أحد ملوك القوط الغربيين منذ 694م وحتى وفاته، وقد شارك أباه في الحكم حتى سنة 702 أو 703م.